# Akanda
Akanda – miasto w zachodnim Gabonie, w prowincji Estuaire. Według danych na rok 2013 liczyło 34 548 mieszkańców.